# Pável János
Pável János (Nagyvárad, 1842. december 31. – Zágráb, 1901. július 15.) entomológus és múzeumi gyűjtő.

## Élete
Tanulmányait szülőhelyén és Pesten végezte. 1863-ban belépett a Magyar Nemzeti Múzeumhoz gyűjtőnek. E minőségben Frivaldszky Imre társaságában Konstantinápoly és Brussza környékén gyűjtött. Később hazánk különböző vidékén végzett gyűjtéseket és ennek folytán a Magyar Nemzeti Múzeum állattárát és a tudományt több új állatfajjal gazdagította. Egy ilyen kirándulása alkalmával 1901. július 15-én érte őt a halál Zágrábban.

## Munkája
- Magyarország nagy pikkelyröpűinek rendszeres névjegyzéke. (Enumeratio Macrolepidopterum Hungariae). Bpest, 1875. (Horváth Gézával együtt.)